# Chingachgook, die große Schlange
Chingachgook, die große Schlange ist ein vom DEFA-Studio für Spielfilme, Gruppe „Roter Kreis“, produzierter Indianerfilm des Regisseurs Richard Groschopp, der auf Motiven des Lederstrumpf-Romans Wildtöter von James Fenimore Cooper basiert. Dieser Streifen ist der zweite Teil einer äußerst erfolgreichen Indianerfilmreihe mit Gojko Mitić als Hauptdarsteller und wurde am 25. Juni 1967 in der Rostocker Freilichtbühne uraufgeführt. Die Dreharbeiten zum Film fanden in Babelsberg sowie in Bulgarien und der Tschechoslowakei statt.

## Handlung
1740. In Nordamerika tobt zwischen Großbritannien und Frankreich ein Kampf um die Kolonien, der sich zu einem Krieg entwickelt und die dort lebenden Indianerstämme miteinbezieht. Die Engländer haben einen Vertrag mit den Delawaren abgeschlossen, während die Franzosen auf die Kampfkraft der Huronen vertrauen.
Chingachgook, ein von den Delawaren aufgezogener Mohikaner, soll die Häuptlingstochter Wahtawah zur Frau bekommen. Sie wird aber von den feindlichen Huronen geraubt. Auf der Suche nach ihr treffen Chingachgook und sein weißer Freund Wildtöter am See auf den Einsiedler Tom Hutter. Dieser hat auf dem See ein schwimmendes Haus erbaut, was ihm den Namen „Der schwimmende Tom“ einbringt. Seine Tochter Judith und der sie begehrende Jäger Harry Hurry sind ebenfalls in dem Haus. Harry Hurry will zusammen mit Tom das Lager der Huronen überfallen, um die erbeuteten Skalpe an die Briten zu verkaufen. Sie werden jedoch von den Huronen gefangen genommen. Chingachgook und Wildtöter gelingt es, die beiden Gefangenen gegen zwei Elefantenfiguren, welche die Huronen als großen Zauber ansehen, auszutauschen. Als Harry auf die sich mittels eines Floßes zurückziehenden Indianer schießt, erklären diese den Krieg gegen die weißen Männer auf dem See. Harry macht sich aus dem Staub, um zum einen im nahe gelegenen Fort in Sicherheit zu sein und zum anderen, um die Briten gegen die Huronen aufzustacheln. Zwischen Wildtöter und Judith beginnt sich eine Liebesbeziehung anzubahnen.
Der Rache der Huronen bewusst, beschließt Tom Hutter nachts aus Sicherheitsgründen auf der „Arche“, einem kleinen Floß mit Hütte, auf dem See zu schippern.
Bei der Rückkehr am Tage werden er, seine Tochter, sowie Wildtöter von den nachts aufs schwimmende Haus geschlichenen Huronen überfallen. Während Judith und Wildtöter auf der Arche erneut zu fliehen imstande sind, wird er skalpiert, lebt aber noch, als seine Tochter zusammen mit Chingachgook und Wildtöter das Haus erreicht. Er gesteht ihr, dass er nicht ihr Vater ist und dereinst als Seeräuber ihre tatsächlichen Eltern tötete. Ihre Eltern bleiben unbekannt, jedoch erfährt sie, dass ihr Vater ein französischer Admiral war. Tom Hutter hinterlässt Judith ein bedeutendes Vermögen.
In der Zwischenzeit wird Chingachgook bei dem Versuch, seine Braut Wahtawah zu befreien, gefangen genommen und, da er sich weigert als Häuptlingssohn dem Stamme der Huronen beizutreten, zum Tode am Marterpfahl verurteilt. Während des Marterns überfallen die Briten das Lager und töten alle Huronen, derer sie habhaft werden können, um deren Skalpe zu verkaufen. Der verwundete Häuptling kann mit Hilfe von Chingachgook fliehen und fordert im Sterben seine restlichen Krieger auf, mit allen Indianerstämmen in Frieden zu leben. Diese respektieren den Wunsch und geben Chingachgook die Freiheit wieder.
Chingachgook, Wahtawah und Wildtöter kehren zum Stamme der Delawaren zurück, während Judith mit den Briten zum Fort geht, da sie mit Wildtöter nicht in der Wildnis leben, er aber seine Lebensweise auch nicht ändern will. Judith wird von dem hinterlassenen Vermögen leben und verbrennt das Haus auf dem See bei ihrer Abreise.

## Kritik
„Von falschem Mystizismus befreite DEFA-Produktion nach J. F. Cooper, die die Vorlage strafft, dabei aber ihren humanistischen Gehalt beibehält.“

„Die beste unter den vielen Cooper-Verfilmungen, auch wenn sie vor lauter Problembewußtsein den Cooperschen Humor zu kurz kommen läßt.“

## Entstehungsgeschichte
In den 1950er Jahren erschienen in der DDR die fünf Lederstrumpf-Romane Wildtöter, Der letzte Mohikaner, Pfadfinder, Die Ansiedler am Susquehanna und Die Prärie von dem US-amerikanischen Schriftsteller James Fenimore Cooper. Diese Werke erfreuten sich dort einer allgemeinen Beliebtheit und waren allgemein bekannt. Sie unterscheiden sich aber je nach Auflage sprachlich, da sie mehrmals neu übersetzt wurden.
Ebenfalls 1967 erschien mit Der letzte Mohikaner unter der Regie von Dieter Scharfenberg in der DDR ein Hörspiel für Kinder bei Litera auf Schallplatte. Es war durchweg prominent mit bekannten Schauspielern besetzt, als einziger Darsteller des Films sprach hier Rolf Römer, allerdings nicht Wildtöter/Falkenauge, sondern Unkas. Falkenauge, der die zentrale Figur des Hörspiels war, wurde von Kurt Böwe eingesprochen.

## Weitere Hinweise
Der gealterte Chingachgook kommt als Romanfigur innerhalb des Romanzyklus Lederstrumpf von James Fenimore Cooper außer in Der Wildtöter auch in den Erzählungen Der letzte Mohikaner, Pfadfinder und Die Ansiedler am Susquehanna vor.
Die korrekte delawarische Aussprache des Namens Chingachgook lautet /xiŋɡaxˈgoːk/. In Abweichung hiervon werden jedoch im Film die beiden ch unterschiedlich gesprochen, nämlich /tʃiŋɡaxˈgoːk/.

## Zur historischen Figur
Bei dem Indianer Chingachgook († 1746) handelt es sich um eine authentische Person, die Cooper unter verschiedenen Namen durch die Herrnhuter Brüder kennengelernt und für seine Romane adaptiert hatte. Ursprünglich hieß der Indianer „Tschop“ (oder „Coop“). Er kam aus der Familie der Mohikaner, die um 1740 bereits dezimiert im Bündnis und unter dem Schutz der Delawaren lebte. Aus dem Indianer Tschop wurde nach der Bekehrung und Taufe durch die Missionare „Bruder Johannes“ (oder „John“), im Roman auch „Mohican John“, „Indian John“ oder „old brother John“ genannt. Cooper gab ihm den Namen „Chingachgook“ („Die Große Schlange“).